# Martina Mouchot

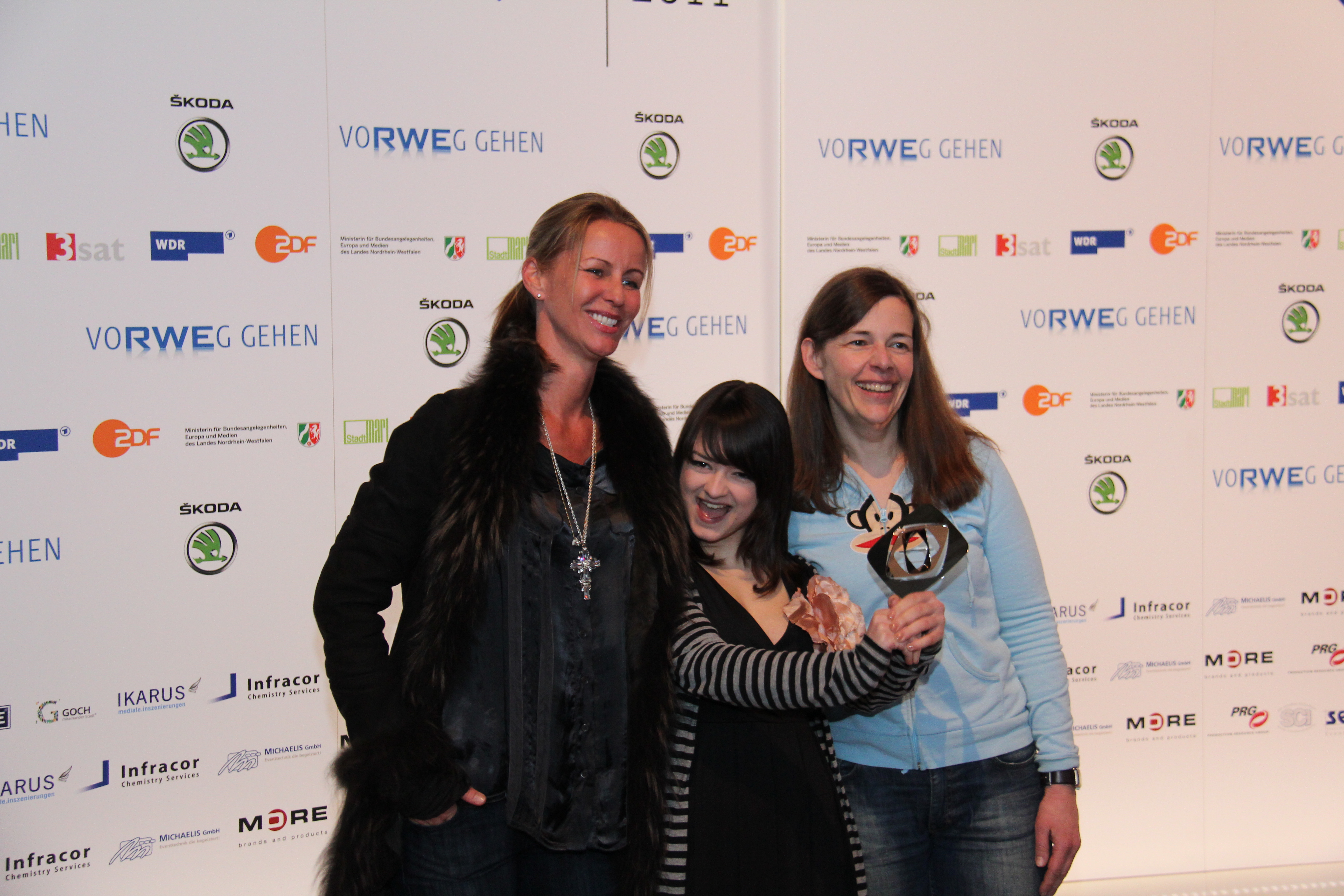
Martina Mouchot (rechts)

Martina Mouchot (* 20. Jahrhundert) ist eine deutsche Drehbuchautorin und Filmproduzentin.

## Leben
Martina Mouchot studierte klassische Philologien und Kunstwissenschaften in Frankfurt am Main. Von 1999 bis 2006 war sie Produzentin bei Studio Hamburg. Seit 2004 ist sie als Drehbuchautorin tätig, dabei für Folgen der Reihe Tatort, Großstadtrevier, Katie Fforde oder Die Eifelpraxis.
Für das Fernsehdrama Keine Angst wurde sie 2011 zusammen mit Aelrun Goette und Michelle Barthel mit dem Grimme-Preis ausgezeichnet.

## Filmografie (Auswahl)
- 2004: Tatort: Märchenwald
- 2006: Tatort: Pauline
- 2008: Liebe im Halteverbot
- 2008–2012: Stubbe – Von Fall zu Fall (Fernsehserie, 3 Folgen)
- 2009: Keine Angst
- 2012–2015: Katie Fforde (Fernsehreihe, 4 Folgen)
- 2013: Kommissarin Lucas – Lovergirl
- 2014: Frauen verstehen
- 2016: Kommissarin Heller: Hitzschlag
- 2016–2017: Großstadtrevier (Fernsehserie, 3 Folgen)
- 2018–2019: Die Eifelpraxis (Fernsehserie, 3 Folgen)
- 2022: Tatort: Liebeswut
- 2025: Spuren (Miniserie)